# Porzia Montanaro
Porzia Montanaro (Acerenza, 2 ottobre 1843 – Acerenza, 18 marzo 1922) è stata una brigante italiana, protagonista di particolari vicende utili all'approfondimento del ruolo svolto dalle brigantesse nel contesto del brigantaggio postunitario in Basilicata.
Brigantesse, o anche "brigante" e "drude", furono infatti chiamate le compagne e le spose dei briganti italiani. Fra esse spiccano i nomi di Filomena Pennacchio, Michelina Di Cesare(o De Cesare) e Maria Oliverio, che furono le amanti dei principali capibriganti, quali Crocco, Guerra e Monaco, ma il loro numero fu abbastanza consistente. Dai documenti di archivio risulta infatti che in quasi tutte le bande brigantesche operarono, travestite da uomini, diverse donne, che si erano date alla macchia. La vicenda di Porzia Montanaro è a tale proposito abbastanza singolare ed esemplare.

## Biografia
Orfana di padre a soli tre anni, dopo il nuovo matrimonio della madre andò a vivere dalla nonna, che nell'agosto del 1862 la consegnò (forse anche con il suo consenso) al brigante di Acerenza Francesco Galotta, ricavandone delle monete d'argento. La giovane Porzia condividerà la vita brigantesca per poco più di anno, partecipando però, in questo breve lasso di tempo, a vicende che coinvolsero alcuni capibriganti operanti nel territorio di Acerenza e dei paesi vicini, quali Crocco, Ninco-Nanco e Domenico Rubino di Palazzo San Gervasio. 
Dalle deposizioni della stessa Montanaro rilasciate dopo l'arresto avvenuto verso la fine del 1863 si conosceranno così i particolari del tragico episodio del gennaio dello stesso anno, quando nel bosco di Lagopesole furono trucidati il Delegato di Pubblica Sicurezza Polisella, insieme al Capitano Capoduro, a tre militari di scorta e a un contadino, che si erano recati nel luogo convenuto, attratti da Ninco-Nanco per discutere una eventuale resa.
Nell'estate del 1863 il Galotta partecipò insieme al brigante Rubino ad alcune rapine in agro di Spinazzola e qualche giorno dopo, nel bosco di Palazzo, dove si trovava nascosta, la Montanaro seppe dallo stesso Rubino della morte dell'amante. Il Rubino riuscì a convincere Porzia Montanaro di diventare la sua donna, nascondendole però di essere stato lui l'uccisore del Galotta, avvenuta durante il passaggio attraverso il bosco di Banzi. 
Intanto la Montanaro si trovava in avanzato stato di gravidanza e, come succedeva in questi casi, il Rubino si premurò di trovarle un rifugio fino al parto, presso una sua manutengola di Spinazzola. Ma il rifugio fu ben presto scoperto e la Montanaro, appena ventiduenne, venne arrestata. 
Il 5 dicembre 1863, durante la sua permanenza nel carcere di Spinazzola, le nacque il figlio.
Quattro anni dopo nel 1867 si celebrò il processo davanti alla Corte di Assise di Potenza, ma la sentenza, nonostante i gravissimi capi di accusa, fu abbastanza lieve: la Montanaro verrà condannata a soli sette anni di reclusione presso il carcere di Trani e cinque di sorveglianza speciale. Tornata libera nel 1874, due anni dopo decise di sposarsi, ma il marito le morì solo pochi giorni dopo il matrimonio. Si risposò nel 1897 quando aveva già cinquantaquattro anni ed anche il nuovo marito, già vedovo con quasi venti anni in più di età, decedette nel 1907. Non conosciamo altre notizie di lei fino alla sua morte, avvenuta a 79 anni di età nel 1922. Sulla sua longevità deve aver certamente influito la sua vita, "rotta" a tutte le esperienze. 
Di Porzia Montanaro si parla in un libro a lei dedicato, con una bellissima immagine in copertina, in cui la brigantessa viene raffigurata in un disegno di Margherita Ianniello di Acerenza, ricavato dai dati fisiognomici dell'arresto che la descrivono con "occhi cervone, capelli biondi, viso tondo, naso giusto, bocca regolare, colorito rossastro, mento tondo". È il ritratto di una bellissima donna e di una vera "amazzone" al seguito dei briganti.  In questo libro, stampato nel mese di giugno 2018, che i coautori Giordano e Guglielmucci le hanno intitolato, questa figura di brigantessa, ancora poco conosciuta, viene inserita e studiata nel contesto del brigantaggio del comune lucano di Acerenza negli anni dal 1860 al 1864.